# 24. Panzer-Division
La 24. Panzer-Division (24ª divisione corazzata) era una divisione corazzata della Wehrmacht impiegata in combattimento durante la seconda guerra mondiale, originata dalla 1. Kavallerie-Division (1ª divisione di cavalleria).
Unità famosa reclutata alla fine del 1941 principalmente in Prussia Orientale, nel Wehrkreis I, la "Regione militare n. 1" con quartier generale a Königsberg, la divisione corazzata combatté con onore sul fronte orientale dove costituì l'elemento di punta delle forze tedesche impegnate nell'operazione Blu, la grande offensiva d'estate in direzione del Volga e del Caucaso. La 24. Panzer-Division raggiunse a settembre 1942, dopo una lunga avanzata ed intensi combattimenti, la parte meridionale della città di Stalingrado dove però venne impegnata nei continui e sfibranti scontri all'interno del centro abitato, subendo di conseguenza crescenti perdite. Sorpresa dalla controffensiva dell'Armata Rossa iniziata il 19 novembre 1942, rimase accerchiata insieme a tutte le formazioni della 6. Armee in una grande sacca e, dopo due mesi di drammatico assedio, fu annientata al termine, il 2 febbraio 1943, della battaglia di Stalingrado.
Ricostituita nella primavera 1943, combatté ancora con efficacia fino alla fine della guerra, prima in Italia e poi di nuovo sul fronte orientale.
Ufficiali famosi della divisione furono: Maximilian von Edelsheim, Bruno Ritter von Hauernschild, Gustav-Adolf Riebel, Dietrich von der Lancken, Hild-Wilfried von Winterfeld e Friedrich von Broich.

## Le origini della divisione
| Luogo                         | Periodo             |
| Prussia Orientale             | nov 1941 - apr 1942 |
| Francia                       | apr 1942 - giu 1942 |
| Fronte orientale, settore sud | giu 1942 - nov 1942 |
| Stalingrado                   | nov 1942 - feb 1943 |
| Francia                       | mar 1943 - ago 1943 |
| Italia                        | ago 1943 - ott 1943 |
| Fronte orientale, settore sud | ott 1943 - ago 1944 |
| Polonia e Ungheria            | ago 1944 - gen 1945 |
| Prussia Orientale             | gen 1945 - apr 1945 |
| Germania nord-orientale       | apr 1945 - mag 1945 |

La "24ª Panzer" venne costituita durante l'inverno 1941-42 dalla trasformazione della vecchia e prestigiosa 1. Kavallerie-Division (1ª divisione di cavalleria) dell'esercito tedesco, a sua volta generata dalla 1. Kavallerie-Brigade.

### La 1. Kavallerie-Brigade
Questo reparto di cavalleria, nato il 1º ottobre 1934 e agli ordini del colonnello Klaus Feldt, combatté nella campagna di Polonia inquadrato nella 3ª armata con l'obiettivo iniziale di conquistare la cittadina di Myślenice.
Nel corso del primo giorno di guerra (il 1º settembre 1939) un reparto della brigata venne coinvolto in un singolare ed altrettanto raro scontro con un altro reparto a cavallo nemico facente parte dell'11º reggimento Ulani, nei pressi di Krzynowłoga Mała. La carica venne ordinata dal comandante polacco, tenente Wladyslaw Kossakowski, e si risolse in un nulla di fatto per entrambi gli schieramenti, se non per un reciproco e significativo numero di perdite. Successivamente la 1. Kavallerie-Brigade venne posta agli ordini della 12. Infanterie-Division, ritrovandosi a combattere il 23 settembre con una nuova formazione di cavalleria nemica, il 25º reggimento Ulani; sembra che inizialmente lo scontro avvenne con le spade sguainate, certo è comunque che le mitragliatrici tedesche alla fine falcidiarono i cavalieri polacchi.

### La 1. Kavallerie-Division
Il 25 ottobre 1939 la 1. Kavallerie-Brigade sarebbe stata trasformata nella 1. Kavallerie-Division. Dopo aver preso in organico altre truppe di rinforzo, i suoi cavalieri vennero inviati a combattere nei Paesi Bassi e in Francia, dove tra il 18 e il 19 giugno 1940 videro fallire il loro tentativo di impossessarsi di un ponte sulla Loira, vicino a Saumur. Proseguendo comunque la sua avanzata la divisione raggiunse prima dell'armistizio La Rochelle.
I membri di questo reparto stazionarono in territorio francese fino all'estate del 1941, quando vennero inviati al fronte orientale per prendere parte all'operazione Barbarossa, militando nel XXIV Corpo d'armata. Si verificarono vari combattimenti contro l'Armata Rossa a Homel', Kiev e Brjansk, quindi la 1. Kavallerie-Division venne trasportata nuovamente in Francia nel novembre dello stesso anno, lasciando i suoi 17.000 cavalli alle divisioni di fanteria. che li avrebbero utilizzati come semplici mezzi di trasporto.
Il 28 novembre la divisione cessava ufficialmente di esistere: il suo personale verrà integrato nella nuova 24. Panzer-Division.

## Storia

### Operazione Blu

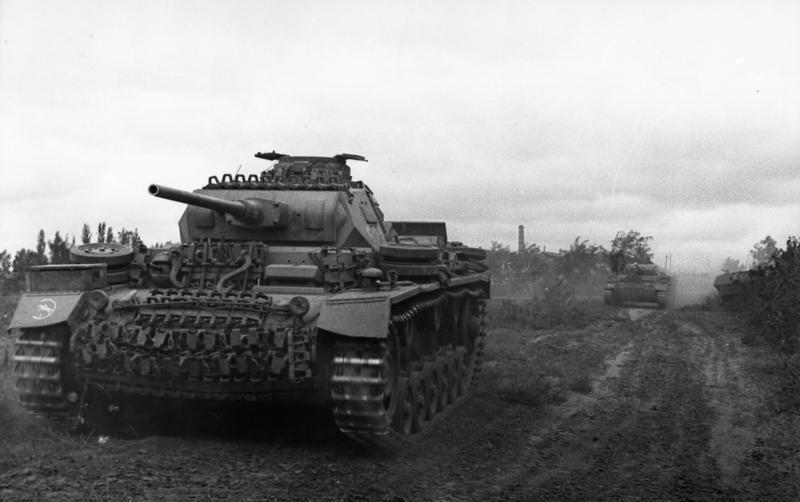
Panzer III della 24. Panzer-Division durante l'operazione Blu. I cingoli nella parte frontale del mezzo erano utilizzati per aumentare la protezione dai colpi nemici

Reclutata in Prussia Orientale nel Wehrkreis 1 ("Regione militare n. 1"), La 24. Panzer-Division venne equipaggiata come unità corazzata e addestrata, inizialmente nel campo di manovra di Stablack fino a febbraio 1942, prima di essere trasferita da marzo a maggio 1942 a Rennes in Bretagna. Alla vigilia della nuova offensiva tedesca sul Fronte orientale, la divisione venne trasferita all'est nella regione di Kursk e assegnata al Gruppo d'armate Sud.

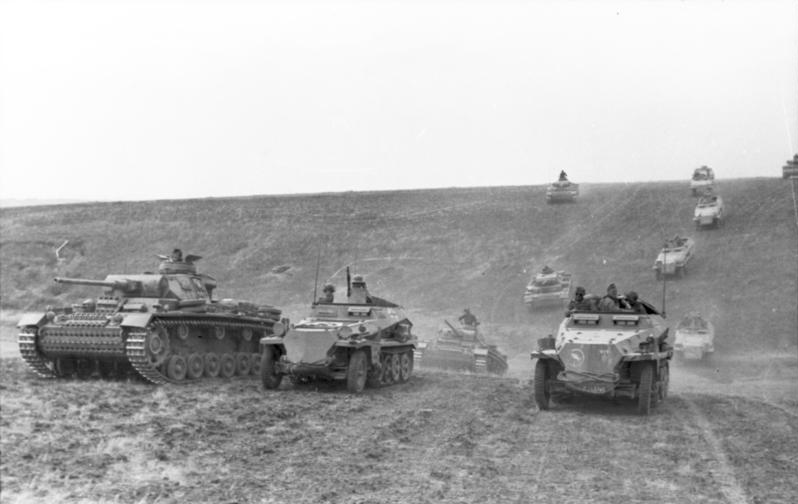
Panzer III e Sd.Kfz. 251 della 24. Panzer-Division avanzano durante l'operazione Blu

La 24. Panzer-Division (equipaggiata con i panzer più moderni) prese parte dal 28 giugno 1942 a tutte le fasi dell'operazione Blu in cui si distinse per slancio e valore. All'inizio dell'offensiva dell'estate 1942 la nuova divisione corazzata, inquadrata nel XXXXVIII. Panzerkorps della 4ª armata corazzata del generale Hoth, disponeva del numero più elevato di panzer tra tutte le formazioni tedesche impegnate all'est: 32 Panzer II, 54 Panzer III con cannone 50 mm/L42 più altri 56 con cannone 50 mm/L60, 20 Panzer IV 75 mm/L24, 12 Panzer IV 75 mm/L43 e 7 panzerbefehlswagen (carri comando disarmati) per un totale di 181 carri armati operativi. La divisione era inoltre equipaggiata con 36 autoblindo, 112 mezzi semicingolati, 1.250 motociclette e 1.852 autocarri.
La 24. Panzer-Division, insieme alla potente Divisione motorizzata Großdeutschland, costituì l'elemento di punta della 4ª armata corazzata tedesca durante la fase iniziale della nuova offensiva estiva del 1942. La divisione corazzata raggiunse subito brillanti successi: sfondò le difese sovietiche, sbaragliò il 30 giugno nell'area di Goršečnoe i carri armati nemici del 4º Corpo carri e del 17º Corpo carri e avanzò rapidamente fino al fiume Don e alla città di Voronež che venne raggiunto e in parte occupata il 6-7 luglio. La 24. Panzer-Division si impegnò in duri scontri all'interno della grande città e ottenne alcuni successi; durante questa serie di combattimenti il sottufficiale Siegfried Freyer distrusse il 7 luglio con il suo Panzer IV undici carri armati sovietici, nove T-34 e due T-60, e ricevette la prestigiosa decorazione della Croce di cavaliere della Croce di ferro. La divisione tuttavia venne subito ritirata dalla città di Voronež per guadagnare tempo e non rischiare l'indebolimento di una unità così importante nei combattimenti dentro l'abitato e venne dirottata verso sud per cercare di accerchiare le forze sovietiche in precipitosa ritirata. La divisione corazzata, quindi, discese lungo il Don verso Millerovo ma la manovra non ottenne grandi successi; i sovietici riuscirono a sfuggire all'accerchiamento. La 24. Panzer, dopo essere stata trasferita alle dipendenze del XXIV Panzerkorps della 6ª armata del generale Friedrich Paulus, si diresse verso Stalingrado. In questa fase la 24. Panzer-Division insieme alla 16. Panzer-Division prese parte all'operazione Fischreiher; le unità corazzate combatterono una serie di violente battaglie nella grande ansa del Don, riuscendo a sbaragliare le forze nemiche e ad aprire la strada per l'imminente marcia verso l'importante città di Stalingrado, sul fiume Volga.

### Catastrofe a Stalingrado

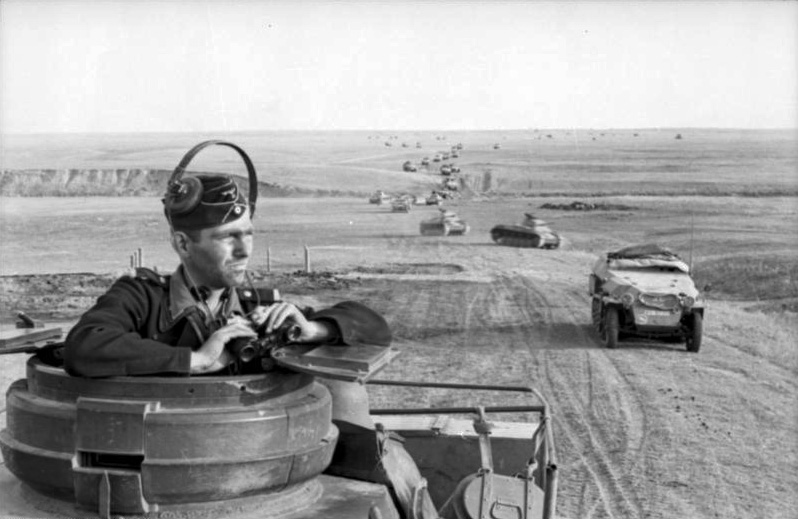
Un comandante di panzer della 24. Panzer-Division osserva l'orizzonte durante la marcia su Stalingrado

Mentre il grosso della 6ª armata dirigeva sulla città, la 24. Panzer-Division, equipaggiata il 18 agosto 1942 ancora con 93 carri armati efficienti, venne provvisoriamente assegnata alla 4ª armata corazzata del generale Hoth, in difficoltà nella sua avanzata da sud sempre su Stalingrado; l'opportuno intervento dell'unità permise di riprendere l'avanzata anche in questa direzione. La 24. Panzer-Division ottenne nuovi successi e alla data del 26 agosto registrò di aver distrutto, dall'inizio dell'operazione Blu (28 giugno 1942), 250 carri armati sovietici e di aver catturato 14.885 prigionieri al costo di 2.493 morti, feriti e dispersi. Il 23 agosto peraltro rimase ucciso il colonnello Gustav-Adolf Riebel, l'abile ed esperto comandante del reggimento corazzato della divisione. Tutti i panzer disponibili vennero temporaneamente raggruppati, dal 27 agosto, in un Panzer-Abteilung al comando del maggiore Dietrich von der Lancken che avrebbe condotto con efficacia la successiva avanzata verso il Volga.

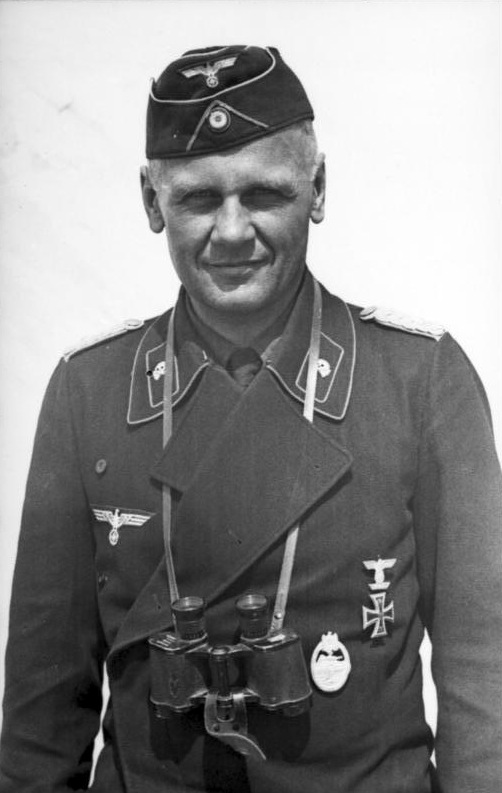
Il colonnello Gustav-Adolf Riebel, comandante del reggimento corazzato (Panzer-Regiment 24) della divisione fino alla sua morte il 23 agosto 1942.

Ai primi di settembre 1942 la 24. Panzer arrivò, dopo alcune complicate manovre e nuovi aspri combattimenti, nei quartieri meridionali di Stalingrado alla testa delle altre unità della 4ª armata corazzata. La divisione venne quindi coinvolta dal 13 settembre negli estenuanti e sanguinosi combattimenti dentro la città, in particolare nel settore meridionale i panzergrenadier riuscirono il 15 settembre a conquistare la stazione ferroviaria meridionale, la cosiddetta Stalingrad-2, e presero parte nei giorni seguenti alla furiosa battaglia per la conquista del silo del grano. Dopo essere stata trasferita nel settore centro-settentrionale, la divisione combatté nell'area delle grandi fabbriche, dove subì pesanti perdite durante due mesi di combattimenti ininterrotti e durissimi. In questa fase, dal 21 settembre 1942, tutti i panzer rimasti della divisione vennero riorganizzati in un kampfgruppe di cui prese il comando il capace maggiore Hild-Wilfried von Winterfeld che impiegò i mezzi corazzati nei difficili combattimenti nell'area urbana. Il 31 ottobre 1942 la 24. Panzer-Division comunicò di aver catturato dal 28 giugno 1942 27.750 prigionieri e di aver distrutto 431 carri armati nemici, di cui 273 erano rivendicati dai panzer del reggimento corazzato; tuttavia le perdite totali dal 28 giugno erano salite a 5.870 morti, feriti e dispersi, altri 2.791 soldati erano stati leggermente feriti ma erano ancora in forza alla divisione che aveva ricevuto nello stesso periodo solo 2.298 rimpiazzi. La divisione aveva anche perduto 34 carri armati. Un rapporto della 6. Armee dell'11 novembre 1942 riferì che la 24. Panzer-Division disponeva ancora di una forza razionata di 10.950 soldati con una forza combattente effettiva di soli 6.160 uomini.

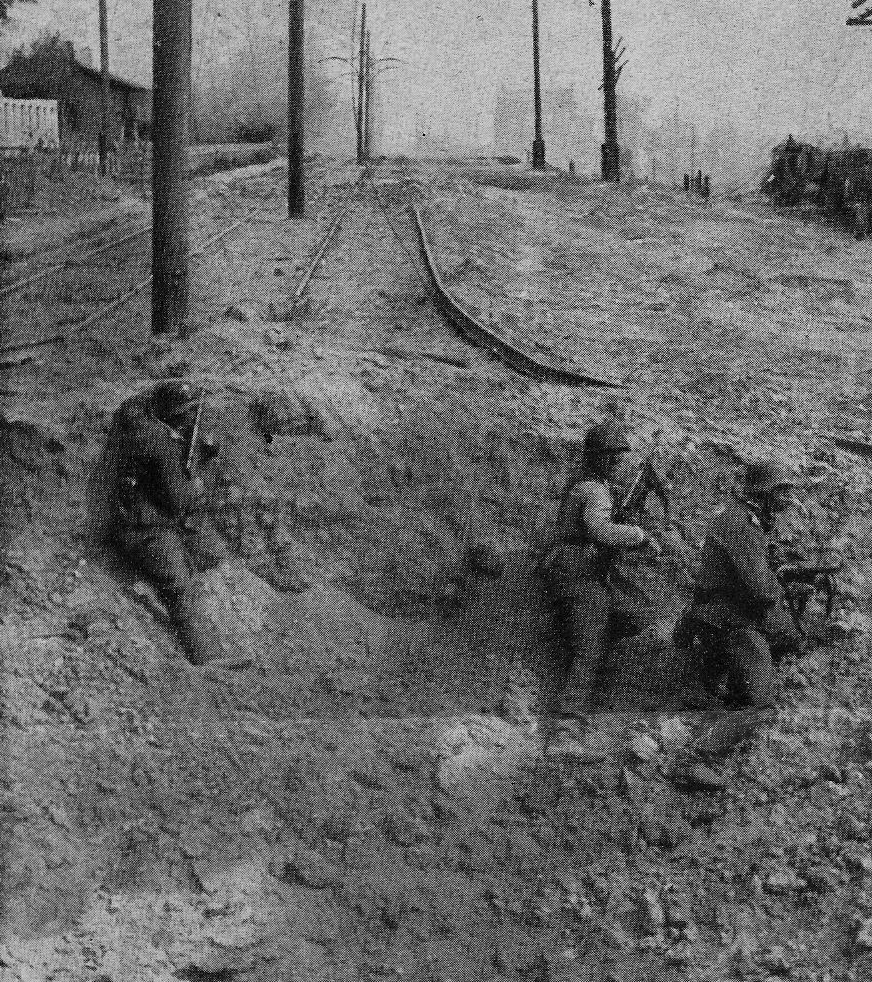
Sottufficiali della 24. Panzer-Division in azione nell'area della stazione meridionale di Stalingrado il 15 settembre 1942.

Il 19 novembre 1942, al momento dell'inizio della controffensiva sovietica, la 24. Panzer-Division, sempre ferma nelle rovine di Stalingrado, era ancora (nonostante le dure perdite) l'unità più potente della 6ª armata con 60 carri armati disponibili, tra cui 18 Panzer III e 12 Panzer IV di ultimo modello con cannoni più potenti. L'operazione Urano colse di sorpresa i comandi tedeschi e di conseguenza la divisione venne precipitosamente spostata verso ovest agli ordini del XIV Panzerkorps del generale Hans-Valentin Hube per tentare di fermare le colonne corazzate sovietiche; la 24. Panzer intralciata dalla carenza di carburante e frazionata nei piccoli kampfgruppen von Winterfeld e von Below, non ottenne alcun risultato. Arrivata con 49 carri armati a ovest del Don, venne attaccata dal 4º Corpo carri sovietico e dovette ripiegare verso est, evacuando precipitosamente i villaggi di Suchanov, Eruslanovskij e Lipo-Logovskij e lasciando la strada aperta ai mezzi corazzati dell'Armata Rossa; alcuni deboli tentativi di contrattacco vennero respinti dal 3º Corpo di cavalleria della Guardia sovietico. La 24. Panzer venne quindi respinta dai corpi corazzati nemici di nuovo a est del Don, rimanendo accerchiata insieme a tutte le altre divisioni del raggruppamento strategico tedesco nel settore meridionale.
Dopo due mesi di resistenza e le tragiche sofferenze invernali la "24ª Panzer", schierata nel settore settentrionale della città in rovina, venne completamente distrutta come tutte le altre truppe accerchiate nella sacca di Stalingrado (2 febbraio 1943). I soldati superstiti furono catturati dai sovietici tra cui l'ultimo comandante della divisione, il generale Arno von Lenski e i comandanti del reggimento corazzato, il tenente colonnello Hild-Wilfried von Winterfeld che morì dopo pochi mesi nel campo di prigionia di Beketovka, e il maggiore Gerhard Thiel che morì nel campo di Oraki il 10 aprile 1943.

### La nuova divisione
Nella primavera 1943, Adolf Hitler decise la rapida ricostituzione di tutte le divisioni distrutte a Stalingrado e quindi venne formata anche una nuova 24. Panzer-Division che venne ben presto assegnata al Gruppo d'armate B del feldmaresciallo Erwin Rommel per prendere parte alla operazione Achse in Italia settentrionale, pianificata dall'alto comando tedesco nell'eventualità di una possibile defezione dell'ex-alleato. A partire dal 14 agosto 1943, la 24. Panzer-Division, di cui aveva ricevuto il comando il generale Maximilian von Edelsheim, passò attraverso il Tirolo ed entrò in Italia; il 30 agosto l'intera formazione era schierata nell'area di Modena a disposizione del comando del II Panzerkorps-SS del generale Paul Hausser.

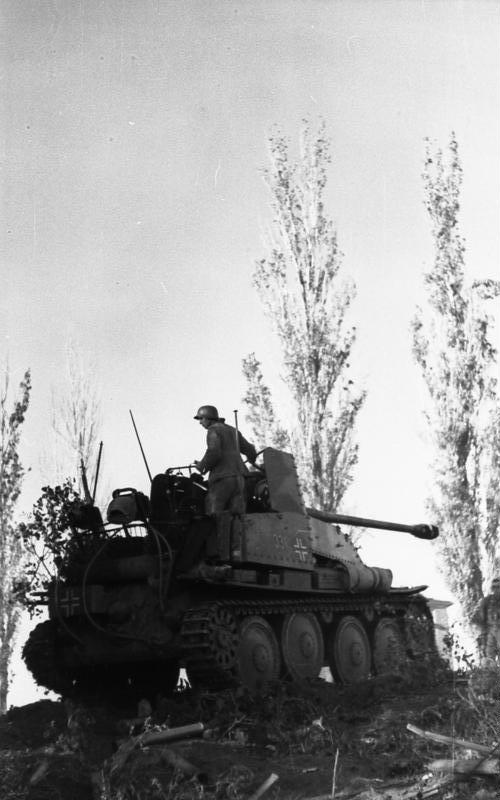
Un Marder III della "24ª Panzer" fotografato nella zona del fiume Don durante le operazioni di avvicinamento a Stalingrado

Subito dopo l'annuncio dell'armistizio italiano dell'8 settembre 1943, le truppe tedesche in Italia agirono con grande rapidità ed ebbero facilmente la meglio sulle disorganizzate unità italiane; la 24. Panzer-Division contribuì al successo dell'operazione Achse occupando velocemente l'Emilia e disarmando a Bologna la 3ª Divisione celere. Il feldmaresciallo Albert Kesselring richiese l'intervento in rinforzo della 24. Panzer-Division sul fronte di Salerno per partecipare al contrattacco contro le forze anglo-americane sbarcate il 9 settembre 1943, ma Hitler in persona rifiutò di autorizzare l'invio della divisione che quindi rimase in Italia settentrionale a disposizione del feldmaresciallo Rommel.
Dopo aver eseguito il compito di disarmare le unità italiane presenti, la divisione corazzata venne nuovamente inviata sul fronte orientale nell'autunno del 1943 insieme alle ricostituite 16. e 14. Panzer-Division e alla 1. Panzer-Division proveniente dalla Grecia per cercare di frenare la poderosa offensiva sovietica sul Dniepr che aveva portato alla caduta di Kiev e al cedimento delle difese tedesche sul grande fiume. La 24. Panzer-Division venne immediatamente impiegata, alle dipendenze del XXXX Panzerkorps, a Krivoj Rog dove affrontò con successo le colonne corazzate della 5ª Armata carri della Guardia sovietica, riuscendo a respingerle dalla città. Dopo questa prima battaglia la divisione combatté durante tutta la successiva terribile campagna invernale 1943-1944 a Čerkasy, Apostolovo e nella testa di ponte di Nikopol'.
Il 22 marzo 1944 una parte del suo personale venne trasferito per via aerea da Mykolaïv a Chișinău, inviando successivamente un battaglione del 24. Panzer-Regiment in Francia per prendere in consegna i Panzer V Panther che però non videro mai il fronte orientale, in quanto il reparto venne destinato a combattere in Italia. Dopo essere stata decimata durante i durissimi scontri del febbraio-marzo 1944, la valorosa unità ripiegò verso la Romania riuscendo a stabilizzare la situazione nel maggio 1944 a Târgu Frumos.
Dopo essere stata riorganizzata durante la pausa primaverile, la 24. Panzer-Division, sempre schierata in Romania, venne richiamata a nord in seguito al crollo del Gruppo d'armate Centro causato dalla travolgente operazione Bagration (giugno-luglio 1944). Impiegata sulla Vistola e sul San, contribuì, a costo di nuove gravi perdite, alla battaglia difensiva per contenere le pericolose teste di ponte sovietiche; in ottobre dello stesso anno venne nuovamente trasferita a sud, in Ungheria dove prese parte, inquadrata nel LVII Panzerkorps, alla controffensiva tedesca di Debrecen (ad ottobre) che inflisse dure perdite alle forze corazzate dell'Armata Rossa. La divisione continuò a battersi coraggiosamente ma venne infine respinta dall'importante città di Kecskemét (dove subì perdite sanguinose). Nuovamente esaurita, venne inviata prima in Slovacchia e infine, nel gennaio 1945, in Prussia Orientale nell'imminenza della gigantesca offensiva invernale sovietica verso l'Oder e Berlino.
La divisione avrebbe terminato con onore la guerra combattendo strenuamente in difesa del suo luogo d'origine fino alla fine (gennaio-maggio 1945). Il grosso dei reparti cadde prigioniero dell'Armata Rossa. Ciò che restava della 24. Panzer-Division fu traghettato nello Schleswig-Holstein dove si arrese agli inglesi presso la cittadina di Eckernförde.

## Ordine di battaglia
1941-1942: Prussia Orientale e Unione Sovietica
- Stabs (Quartier generale)
- 24. Panzer-Regiment (24º reggimento corazzato)
  - Panzer-Abteilung I (1º battaglione corazzato)
  - Panzer-Abteilung II
  - Panzer-Abteilung III
- 24. Schützen-Brigade (24ª brigata di fanteria meccanizzata)
  - 21. Schützen-Regiment
    - Schützen-Bataillon I (1º battaglione di fanteria meccanizzata)
    - Schützen-Bataillon II

  - 26. Schützen-Regiment
    - Schützen-Bataillon I
    - Schützen-Bataillon II
- 4. Kradschützen Abteilung (4º battaglione motociclisti)
- 40. Aufklärungs-Abteilung (40º battaglione da ricognizione)
- 40. Panzerjäger-Abteilung (40º battaglione cacciacarri)
- 40. Pionier-Bataillon (40º battaglione del genio militare)
- 89. Artillerie-Regiment
  - Artillerie-Abteilung I
  - Artillerie-Abteilung II
- 86. Nachrichten-Abteilung (86º battaglione trasmissioni) - dal 1942
- Unità di servizi e supporto

Febbraio-aprile 1943: Stalingrado e nuova formazione in Francia
- Stabs
- 24. Panzer-Regiment
  - Panzer-Abteilung I
  - Panzer-Abteilung II
  - Panzer-Abteilung III
- 21. Panzergrenadier-Regiment (21º reggimento panzergrenadier)
  - Panzergrenadier-Bataillon I
  - Panzergrenadier-Bataillon II
- 26. Panzergrenadier-Regiment
  - Panzergrenadier-Bataillon I
  - Panzergrenadier-Bataillon II
- 89. Panzer-Artillerie-Regiment
  - Panzer-Artillerie-Abteilung I
  - Panzer-Artillerie-Abteilung II
  - Panzer-Artillerie-Abteilung III
- 24. Aufklärungs-Abteilung
- 283. Heeres Flak-Abteilung (283º distaccamento FlaK dell'esercito) - non presente nella nuova formazione
- 40. Panzerjäger-Abteilung - sostituito con il 24. Panzerjäger-Abteilung nell'aprile 1943
- 40. Panzer-Pionier-Bataillon
- 86. Panzernachrichten-Abteilung - non presente nella nuova formazione
- Unità di servizi e supporto

## Decorazioni
Agli uomini della 24. Panzer-Division furono assegnate 13 Spille per il Combattimento corpo a corpo in Oro. Altri 135 si meritarono la Croce Tedesca d'oro e due quella d'argento; mentre il totale di chi si vide assegnare la Spilla d'Onore dell'Esercito fu 39.
47 Croci di Cavaliere della Croce di Ferro (Ritterkreuz) vennero appuntate nel petto di altrettanti membri della divisione.
Maximilian von Edelsheim poté vantarsi di essere l'unico tra i suoi commilitoni ad essere insignito dell'Ordine di Michele il Coraggioso di terza classe in data 30 maggio 1944.

## Comandanti
Prima formazione
| Nome                  | Grado           | Inizio            | Fine             |
| Kurt Feldt            | Generalleutnant | 28 novembre 1941  | 21 aprile 1942   |
| Bruno von Hauenschild | Generalmajor    | 21 aprile 1942    | 8 settembre 1942 |
| Arno von Lenski       | Generalmajor    | 12 settembre 1942 | 14 novembre 1942 |
| Arno von Lenski       | Generalleutnant | 15 novembre 1942  | 2 febbraio 1943  |

Seconda formazione
| Nome                              | Grado           | Inizio         | Fine           |
| Maximilian von Edelsheim          | Oberst          | 1º marzo 1943  | 31 maggio 1943 |
| Maximilian von Edelsheim          | Generalleutnant | 1º giugno 1943 | 1º agosto 1944 |
| Gustav-Adolf von Nostitz-Wallwitz | Generalmajor    | 1º agosto 1944 | 25 marzo 1945  |
| Rudolf von Knebel-Döberitz        | Major           | 26 marzo 1945  | 8 maggio 1945  |